# Карлос Бака
Карлос Артуро Бака Аумада (шп. Carlos Arturo Bacca Ahumada; 8. септембар 1986) професионални је колумбијски фудбалер који игра на позицији нападача. Тренутно наступа за Атлетико Хуниор.

## Статистика каријере

### Репрезентативна
| Репрезентација | Година | Утакмице | Голови |
| -------------- | ------ | -------- | ------ |
| Колумбија      | 2010   | 1        | 1      |
| Колумбија      | 2011   | 0        | 0      |
| Колумбија      | 2012   | 1        | 1      |
| Колумбија      | 2013   | 6        | 0      |
| Колумбија      | 2014   | 7        | 4      |
| Колумбија      | 2015   | 10       | 2      |
| Колумбија      | 2016   | 13       | 5      |
| Колумбија      | 2017   | 5        | 1      |
| Колумбија      | 2018   | 9        | 2      |
| Укупно         | Укупно | 52       | 16     |

## Трофеји

### Клупски
Атлетико Хуниор
- Прва лига Колумбије: 2010, 2011.

Севиља
- УЕФА Лига Европе: 2013/14, 2014/15.

Милан
- Суперкуп Италије: 2016.

Виљареал
- УЕФА Лига Европе: 2020/21.

### Репрезентативни
Колумбија
- Копа Америка: 3. место 2016.